# 琥珀うた
琥珀 うた（こはく うた、1990年2月14日 - ）は、日本のタレント、元AV女優。ティーパワーズ所属。

## 略歴
2010年5月、素人ギャル物でAVデビュー。
2010年7月、パラダイステレビの第4回女子アナオーディションに合格。同チャンネルの女子アナウンサーとしても活動した。
2011年12月、SOD大賞2011で優秀女優賞を受賞。
2012年、「SOD国民的アイドルユニット」のメンバーになる。
2012年10月14日、仁科百華、栗林里莉、観月あかね（沖田杏梨）とともに「Milky Pop Generation」のライブに出演。
2013年1月25日、MOODYZ新年会にて、2012年 乱丸賞を受賞。
2013年12月13日、MOODYZ忘年会にて、MOODYZ賞、乱丸賞、最優秀作品賞を受賞。
2014年5月31日、所属事務所「Hustler」の社長からAV女優業を引退が発表された。6月1日には自身のツイッターで引退する旨を報告。
2018年9月6日、ティーパワーズに所属した事を発表。以降はタレント、モデルとして活動する。
2022年9月14日に東京・原宿RUIDOで行われた「ミルジェネ10周年記念LIVE Sweet Memories」では久々に歌手として出演した。

## 人物
- AV女優としてのプロフィールは沖縄県出身だが、本人のツイッターでは東京都出身・神奈川県育ちとしている。
- 本人曰くバイセクシャルである。
- 陰毛は生えておらず、本人によると今まで生えたことがない天然パイパン（無毛症）である。
- 友人が何人かAV女優だったことから自分もやってみようとしたことがAVデビューのきっかけ[12]。
- アナルファックはNG項目にしていた[3]が、2013年末に解禁した。
- 趣味はプロレス観戦、アニメ・映画鑑賞。特技はクラシックバレエ、ダンス、野球、ソフトボール。
- 元AKB48の前田敦子に似ていることから、それにちなんだ出演作品が多数存在する[3]。
- 2006年から舌にピアスを開けているが、キャッチが取れて飲み込んでしまったことが数回ある[13]。
- バラエティー番組では美脚タレントとしても話題となる[14]。

## 出演作品

### アダルトビデオ
| 2010年 | 2010年   | 2010年           | 2010年                          |
| タイトル | 発売日   | メーカー         | 備考                            |
| --- | -------- | ---------------- | ------------------------------- |
| エスカレートするドしろーと娘 179                                                                                       | 5月1日   | プレステージ     |                                 |
| Campus night de ゲッターズ 2                                                                                           | 5月1日   | プレステージ     |                                 |
| Street Snap 22 | 5月1日   | フルセイル       |                                 |
| 2010年 SOD女子社員 ファン感謝祭(恥)赤面祭り あなたの願望を叶えます!ユーザー様リクエストSP                              | 5月13日  | SODクリエイト    | オムニバス作品 「赤星貴枝」名義 |
| 生撮り美少女お洒落性交 トレタテ女子大生U〜チャン19歳                                                                   | 7月2日   | ゴーゴーズ       |                                 |
| 2010 夏 SOD女子社員40名集結 ドキッ!ポロりだらけの真夏のSOD女子社員オールスター水泳大会                                 | 8月5日   | SODクリエイト    | 「赤星貴枝」名義                |
| 超激似!! 前○敦○ | 8月24日  | SODクリエイト    |                                 |
| 制作部木村あゆみにくだった(恥)緊急業務命令!! SOD女子社員大水泳大会に参加したユーザー様を心ゆくまで満足させてきなさい!! | 8月24日  | SODクリエイト    | オムニバス作品 「赤星貴枝」名義 |
| 極上素人おもいっきり生電マ 5 湘南ビキニギャルSP                                                                        | 8月24日  | ナチュラルハイ   | オムニバス作品                  |
| 素人男優をスカウト in 渋谷 「あなたのテクニック、ワタシで試してみませんか?」                                           | 8月27日  | EROTICA          |                                 |
| 痴漢OK娘 レズスペシャル 本屋に来た●●生をキスで興奮させろ                                                               | 9月23日  | ナチュラルハイ   | オムニバス作品                  |
| やわらかいカラダ 〜18歳バレリーナ〜                                                                                    | 10月10日 | KTファクトリー   |                                 |
| GIRLS SEX PARTY 5 | 10月15日 | S級素人          |                                 |
| 【国民的アイドル似】 わがままでHな妹                                                                                   | 10月19日 | ユープランニング |                                 |
| ナマドル 生ハメできる地下アイドル!!                                                                                    | 10月25日 | みるきぃぷりん♪  |                                 |
| 国民的アイドルユニット結成デビュー                                                                                     | 12月23日 | SODクリエイト    |                                 |

| 2011年 | 2011年    | 2011年                           | 2011年                            |
| タイトル | 発売日    | メーカー                         | 備考                              |
| --- | --------- | -------------------------------- | --------------------------------- |
| もしも「琥珀うた」がパコパコ学園生だったら 1～2                                                                                    | 2010年1月 | pacotown                         | PCのみ視聴可能※ポイント登録必須。 |
| アイドルとニューハーフ | 1月13日   | U&K                              |                                   |
| 激似!芸能人レズ 前○敦○×大○優○×板○友○ ～レズの花びらたちが咲く頃～                                                                  | 1月20日   | ディープス                       |                                   |
| 部活系女子校生 03 | 2月11日   | 青空ソフト                       |                                   |
| クンニリングス倶楽部2 | 2月25日   | アロマ企画                       | オムニバス作品                    |
| キレイで大人のお姉さん限定!過激でHなレズナンパ10                                                                                   | 3月1日    | ヴィ                             | 「さき」名義                      |
| 琥珀うたのアイドル真性中出しセックス                                                                                               | 3月5日    | SODクリエイト                    |                                   |
| ふたなり レズ姉妹 | 3月15日   | NEXT GROUP                       |                                   |
| 軟体ディープ合体レズビアン | 3月19日   | アンナと花子                     |                                   |
| 体育会系部活少女 クラシックバレエ部 うた                                                                                           | 3月25日   | ラマ                             |                                   |
| 前○敦○激似!! 1人暮らしの寂しい僕の部屋にある日突然何でも言う事を聞くセックス専用アイドルロボットが送られてきた!!                   | 4月7日    | GARCON                           |                                   |
| 絶対領域 2nd impact Volume 25 | 4月15日   | ケー・トライブ                   |                                   |
| PERFECT DOLL パイパン うた | 4月23日   | HMJM                             |                                   |
| A○B前○敦○激似強制オ○ンコ営業 | 4月25日   | サムシング                       |                                   |
| 金蹴り48手 vol.2 全裸バージョン | 5月5日    | フリーダム                       | オムニバス作品                    |
| ナマドル2 生ハメできる地下アイドル!!                                                                                               | 5月7日    | みるきぃぷりん♪                  |                                   |
| スゴ～く!制服の似合う素敵な娘 うた                                                                                                 | 5月19日   | オーロラプロジェクト・アネックス |                                   |
| 国民的アイドルユニット? 全裸ライブコンサート                                                                                       | 5月19日   | SODクリエイト                    |                                   |
| おさななじみっ!～フタリの関係が変わる瞬間～琥珀うた                                                                                | 6月13日   | HERO                             |                                   |
| 天然パイパン地下アイドルの生ハメ中出し感謝祭                                                                                       | 6月19日   | みるきぃぷりん♪                  |                                   |
| 非ヌキ系サロン 洗体エステで勃起しちゃった僕 No4                                                                                    | 7月7日    | アキノリ                         | オムニバス作品                    |
| 時間よ止まれ レズSP | 7月7日    | V&Rプロダクツ                    |                                   |
| 子○裸体盗撮 No2 | 7月8日    | First Star                       |                                   |
| 超・萌フェラ | 7月15日   | セックスエージェント             | オムニバス作品                    |
| べろちゅー黒スト足コキ No2 | 7月15日   | セックスエージェント             | オムニバス作品                    |
| 女子○生15人オマ○コ指入れぴちゃぴちゃ自画撮りオナニー No3                                                                           | 7月20日   | プリモ                           |                                   |
| 放尿バレリーナ | 7月21日   | アキノリ                         |                                   |
| 無類のレギンスフェチ | 7月21日   | KEU                              | オムニバス作品                    |
| 美○女ぶっかけザーメン漬け | 7月22日   | First Star                       |                                   |
| 魔女っ子 アツコちゃん | 7月22日   | GIGA                             |                                   |
| 変態公衆便所タンツボ肉便器女 琥珀うた                                                                                              | 8月4日    | グローリークエスト               |                                   |
| ごっくん志願!4 スペルマアイドル 琥珀うた                                                                                           | 8月5日    | 映天                             |                                   |
| 優等生が集まる生徒会の中で行われるえげつないイジメ                                                                                 | 8月5日    | フリーダム                       |                                   |
| 日替わりナースコール 私たちが完全看護いたします                                                                                    | 8月6日    | V&Rプロダクツ                    |                                   |
| 軟体レストラン グニョサン | 8月6日    | V&Rプロダクツ                    |                                   |
| 新美少女戦士セーラープリズムV | 8月11日   | GIGA                             |                                   |
| パイパン野球少女 制服少女狩り | 8月13日   | HERO                             |                                   |
| ヲタク人形 2 ゴスロリ少女 琥珀うた                                                                                                 | 8月13日   | HERO                             |                                   |
| ブギウギ スクール水着 琥珀うた | 8月13日   | ミル                             |                                   |
| 小便エステ | 8月20日   | KEU                              | オムニバス作品                    |
| 新美少女戦士セーラープリズムV アフターストーリー                                                                                   | 8月26日   | GIGA                             |                                   |
| パイパンアイドル コスプレ七変化 琥珀うた                                                                                           | 8月26日   | THE WORLD                        |                                   |
| 完全に酔いつぶれたキャバ嬢をタクシー運転手が親切に家までおくってあげたが、泥酔していることをいいことにそのまま生ハメしてしまった。 | 8月26日   | スクープ                         |                                   |
| うぶな看護実習生にパンパンに膨れ上がった勃起チ●コ見せつけたら、思いのほか丁寧にしゃぶってくれた                                    | 8月26日   | スクープ                         |                                   |
| 残酷放尿地獄 ～馬鹿笑いしながら男に小便をぶっかける黒髪少女～                                                                      | 9月5日    | フリーダム                       |                                   |
| 超キュートなKISS魔の濃厚接吻手コキ 2                                                                                               | 9月5日    | ジャネス                         | オムニバス作品                    |
| ゾクっ…たっぷり淫語を囁かれながらの手コキで潮吹きするM男 2                                                                         | 9月5日    | 未来・フューチャー               | オムニバス作品                    |
| 激似!選抜!芸能人レズ 2nd 前○敦○×板○友○×渡○麻○×小○陽○ ～マジレズ学園Everyday、チューしようぜ!～                                     | 9月8日    | ディープス                       |                                   |
| 黒ギャルVS白ギャル完全マジギレ!!レズキャットファイト対決!!                                                                         | 9月8日    | GARCON                           |                                   |
| もしもこんなかわいい女子校生たちが、『エッチなレズビアン』だったら                                                                 | 9月22日   | LADY×LADY                        |                                   |
| MOODYZファン感謝祭 バコバコバスツアー2011 AVアイドルNo.1決定戦SP!!                                                                 | 10月1日   | MOODYZ                           |                                   |
| 超激似!!国民的アイドルユニット とってもHで恥ずかしいネ申バラエティAV‘SODINGO’全員集合スペシャル                                    | 10月6日   | SODクリエイト                    |                                   |
| NEW DANCING QUEEN | 10月7日   | OFFICE K'S                       |                                   |
| メイド in prin | 10月19日  | みるきぃぷりん♪                  |                                   |
| 世界で一番大きなチンポを持つ男のSEX                                                                                                | 10月19日  | ROOKIE                           |                                   |
| 白目失禁淫乱同性愛 | 10月19日  | 乱丸                             |                                   |
| 絶対に手を出してはいけない相手をレズ夜這い 3                                                                                       | 10月20日  | アキノリ                         | オムニバス作品                    |
| 強制中出し輪姦 | 10月25日  | ダスッ!                          |                                   |
| MOODYZファン感謝祭 うらバコバコバスツアー2011 補欠者救済プロジェクト!!                                                             | 11月1日   | MOODYZ                           |                                   |
| 「女の口は嘘をつく。」 雌女ANTHOLOGY ＃099                                                                                         | 11月3日   | アウダースジャパン               |                                   |
| 超激似!!国民的アイドルユニット 選抜メンバー総出演!!ネ申アイドルたちがチ○ポ取り合い、奪い合い夢の大乱交SP                           | 11月5日   | SODクリエイト                    |                                   |
| 絶対に感じてはいけない病院24時間                                                                                                   | 11月5日   | ATOM                             |                                   |
| 目指せ！変態催眠アイドル 琥珀うた                                                                                                  | 11月9日   | トラウマアート                   |                                   |
| 少女淫虐録 3 | 11月10日  | MAD                              |                                   |
| アイドル琥珀うたの童貞筆おろし | 11月13日  | マルクス兄弟                     |                                   |
| 拝啓、お兄ちゃん。 | 11月15日  | ワンズファクトリー               |                                   |
| A○B系美少女ロ●ータレズビアン | 11月25日  | ジャネス                         |                                   |
| A○B系ロリ級美少女M男遊戯 | 11月25日  | 未来・フューチャー               |                                   |
| 特殊凌辱対応アンドロイド 未来奴隷イブ                                                                                              | 12月1日   | シネマジック                     |                                   |
| 猥褻レズビアン3 | 12月13日  | U&K                              |                                   |
| パイパン少女と強制中出し性交 | 12月13日  | ワンズファクトリー               |                                   |
| AVアイドルの琥珀うた&大槻ひびきが今までで一番イキまくった潮吹き5P乱交限界絶頂!!遂に琥珀うたが失神した!!                            | 12月19日  | 極ロリCLUB/妄想族                |                                   |
| ガスマスク女子校生2 第二次射精大戦!大ぶっかけ帝國万歳!                                                                             | 12月20日  | プールクラブ・エンタテインメント |                                   |
| 無限絶頂アクメ | 12月22日  | プレステージ                     |                                   |
| 日本国民全裸の日9 ごっくん痴女バージョン                                                                                           | 12月22日  | アキノリ                         |                                   |
| 乳首いじり屋 | 12月22日  | アキノリ                         | オムニバス作品                    |

| 2012年 | 2012年   | 2012年                           | 2012年         |
| タイトル | 発売日   | メーカー                         | 備考           |
| --- | -------- | -------------------------------- | -------------- |
| ガン黒ギャルVS美白ギャル 極限凌辱レズレイプバトルロイヤル!!vol.02                                                                                        | 1月7日   | GARCON                           |                |
| 琥珀うたの実家に、彼氏のフリして泊まりに行きます。 | 1月11日  | プレステージ                     |                |
| 琥珀うた宅配中。 | 1月13日  | みるきぃぷりん♪                  |                |
| 真性生中出し | 1月15日  | 夢屋                             |                |
| 宅配痴女 | 1月19日  | ドグマ                           |                |
| 大量の特殊粘着ローション&事務所女社長とレズ3Pファックで限界連続絶頂!!AVアイドル琥珀うた                                                                  | 1月19日  | エンペラー/妄想族                |                |
| 禁断の淫乱女子寮 | 1月20日  | アウダースジャパン               |                |
| DOKIレズ 60 | 1月20日  | アウダースジャパン               |                |
| 性器のフェラチオ されるがままに勃起チンポを咥え込む6人の口(くち)マンドール                                                                               | 1月20日  | レイディックス                   | オムニバス作品 |
| 凌辱ワンルーム 歪んだ欲望の餌食となった独り暮らしの美人女子大生…。                                                                                       | 1月25日  | オーロラプロジェクト・アネックス |                |
| アキバ系ロ●ータ変態S美少女のM男いじり 9 | 1月30日  | 未来・フューチャー               |                |
| マジレズ学園 | 2月1日   | U&K                              |                |
| 精液便女Vol .3 | 2月4日   | ラッシュ                         |                |
| 貧乳パイパン美少女 絶頂潮吹き中出し強姦 鬼畜拷問 うた | 2月10日  | First Star                       |                |
| 肉体労働者を犯す女 | 2月16日  | グローリークエスト               |                |
| 絶対にしてはいけない人を(レズる)犯る 琥珀うた×新尾きり子                                                                                                 | 2月25日  | ジャネス                         |                |
| 美少女M男スナイパー | 2月25日  | 未来・フューチャー               |                |
| M男パラダイス 26 国民的アイドルお姉さんのM男調教とペニバンファック!!                                                                                     | 2月25日  | 未来・フューチャー               |                |
| 女子校生M男遊び 5 | 2月25日  | 未来・フューチャー               |                |
| 檻越しに凌辱される潮吹き肉奴隷 | 3月1日   | MOODYZ                           |                |
| スペルマ妖精 2 美女の精飲 | 3月2日   | 映天                             |                |
| 脚責め天国!集団美脚イジメ | 3月2日   | OFFICE K'S                       | オムニバス作品 |
| 転校したら男は僕一人ぼっちだった…。 8 | 3月8日   | アキノリ                         |                |
| 同居家族にバレないように妻の妹に手を出したら、お漏らししちゃうぐらいの敏感反応で僕のチ○ポを待っていた                                                    | 3月8日   | SWITCH                           | オムニバス作品 |
| 月刊 パンティストッキングマニア Vol.3 | 3月16日  | OFFICE K'S                       | オムニバス作品 |
| 激烈な寸止め!Vol.3 | 3月17日  | ラッシュ                         | オムニバス作品 |
| テラちんぽ | 3月19日  | みるきぃぷりん♪                  |                |
| 同性少女愛 誰もが羨む美少女同士がよだれ潮まみれのオマ○コ同士でかなり激しいレズビアン!!                                                                   | 3月19日  | 極ロリCLUB/妄想族                |                |
| パンストエロティズム 直穿き×全裸×痴女 4 | 3月25日  | ジャネス                         |                |
| 橋田貴光のAV女優ガチ撮り個人撮影 14 悪用禁止!!言葉でイキまくる究極洗脳SEX『野外トランス潮吹き失神ヨリ目ドM美少女』                                       | 3月26日  | メディア総販ソレイル             |                |
| MOODYZファン感謝祭 うらバコバコバスツアー2012 補欠者救済?プロジェクト!!                                                                                  | 4月1日   | MOODYZ                           |                |
| 素股で生チ○ポを生マ○コで擦ってたら、気持ちいいから腰をグラインドさせすぎて…「あっ!入っちゃった!」ナマ挿入！お互い気持ちよすぎて訳もわからず最後は中出し! | 4月5日   | グローリークエスト               | オムニバス作品 |
| ハメ潮!イキ潮!飲み潮!4Pエッチ! | 4月5日   | SODクリエイト                    |                |
| ギンギンに勃起したチンポを見せて興奮させたら本番できちゃう回春マッサージ店 VOL.2                                                                         | 4月6日   | 映天                             | オムニバス作品 |
| お兄ちゃんを手を使わないでお口だけでイカせてあげる♪よだれまみれ美少女濃厚ノ～ハンドフェラ!!                                                              | 4月19日  | エンペラー/妄想族                | オムニバス作品 |
| 淫乱大噴水 イグイグ大乱交 | 4月19日  | 乱丸                             |                |
| 陵辱8時間 | 4月19日  | 幼獄LiTE/妄想族                  | 個人総集編     |
| こはくのこくはく | 4月20日  | ユープランニング                 |                |
| ケモノたちの宴 親友に裏切られ、肉体売買の道具にされる為に何人もの男達に犯され続け、汚されて行く名門女子校の美少女…                                       | 4月25日  | オーロラプロジェクト・アネックス |                |
| ゲロSEX | 4月25日  | ダスッ!                          |                |
| ●姦 30 | 6月1日   | プラネットプラス                 |                |
| フィットネスジムで代わる代わる犯され続ける着エロアイドル                                                                                                 | 6月13日  | マルクス兄弟                     |                |
| JKレズ なかよし、だいすき、ゆーじょーだZE★ | 6月19日  | ゆり★ゆり                        |                |
| 下品な女たち チームGEHIN | 6月20日  | レイディックス                   |                |
| 100％まるごと琥珀うたベスト AVアイドル痙攣大潮吹きまくりイキまくり!8時間2枚組                                                                            | 7月19日  | エンペラー/妄想族                | 個人総集編     |
| 小さめおっぱいの乳首いじり | 8月10日  | アイリング                       |                |
| くそみそテクニック | 8月13日  | MOODYZ                           |                |
| kira☆kira BLACK GAL SPECIAL黒ギャル泥酔逆ナンパ☆中出し集団乱交Club                                                                                       | 8月19日  | kira☆kira                        |                |
| 拘束椅子トランス | 8月19日  | ドグマ                           |                |
| 私は痴女 同床淫夢 | 8月24日  | クリスタル映像                   |                |
| 悶絶調教 | 9月1日   | 中嶋興業                         |                |
| 完全主観 手コキ痴女9人 瞬殺チングリ Final QQQ | 9月13日  | MOTHERS ENTERTAINMENT PICTURES   | オムニバス     |
| 巨乳娘レンタル露出 街中で目立ちすぎる極上巨乳屋外一日デート全裸羞恥露出ガチオナ濃厚SEX                                                                   | 9月19日  | エンペラー/妄想族                | オムニバス     |
| 超選抜!!国民的アイドルユニットとお忍び温泉旅行で何度も中出ししよう♥ ♥おっしゃぁ〜イクぜぇ〜!in湯けむり孕ませ大乱交SP♥                                    | 10月6日  | SODクリエイト                    |                |
| MOODYZファン感謝祭 うらバコバコバスツアー2012 補欠者救済?バコバス潜入捜査大作戦!!                                                                        | 10月13日 | MOODYZ                           |                |
| 脳とアナルを同時に犯される 淫語ペニバン美少女 3 | 10月15日 | 未来                             |                |
| 真MIX挌闘 修羅の章 Vol.1 | 10月19日 | BATTLE                           |                |
| ジェット噴射 潮吹きQUEEN | 11月1日  | Fetish Box/妄想族                |                |
| ふたなりレズ姉妹 3D DX | 11月15日 | NEXT GROUP                       |                |
| 中出しエンドレス・ファッカー | 11月19日 | ドグマ                           |                |
| 癒らし。 VOL.89 | 11月23日 | アウダースジャパン               |                |
| 超選抜！！国民的アイドルユニットに何度も中出ししよう♥ ♥～会えるだけじゃつまらない！推しメンに夢の中出しファン感謝祭～♥                                   | 12月6日  | SODクリエイト                    |                |
| 快楽ですべてを従わせる マジっすか 女子凌辱学園 | 12月19日 | CROSS                            |                |

| 2013年 | 2013年   | 2013年                               | 2013年     |
| タイトル | 発売日   | メーカー                             | 備考       |
| --- | -------- | ------------------------------------ | ---------- |
| 日本の女性器大図鑑 私のオマ●コ見て下さい◆40人4時間DX | 1月4日   | グレイズ                             |            |
| 美少女 レズキス、唾液交換、顔舐め | 1月5日   | ジャネス                             |            |
| 2013年 SOD女子社員 新春！！ 晴れ着で野球拳 大新年会SP | 1月10日  | SODクリエイト                        |            |
| 私は絶対大丈夫！」と、媚薬を全く信じていない媚薬初体験の人気AV女優琥珀うた・愛内希・青空小夏・松下ひかり・椿すずに、即効性の超強力媚薬を●ませてラッシュ時の満員バスに乗せたら、ちょっと肩が触れるだけでも感じまくり～ | 1月10日  | アパッチ                             | オムニバス |
| アナル舐めレズビアン つぼみ 琥珀うた | 1月19日  | アンナと花子                         |            |
| 美少女たちのアナル舐め、双頭ディルド同性愛 | 1月30日  | ジャネス                             |            |
| レズビアン クンニリングス 舌だけでイッちゃうオマ○コ（美少女ver） | 2月25日  | レズビアン クンニリングス            |            |
| 下品なポーズで責められて… Ver.ふたり責め 琥珀うた 篠田ゆう | 3月8日   | ワープエンタテインメント             |            |
| 職業欄は生保レディ 20 | 3月12日  | ZETTON                               |            |
| SEXは下品なほうがいいに決まってる。 | 3月19日  | 乱丸                                 |            |
| THE ペニスバンド | 3月25日  | ジャネス                             |            |
| 激痴女 ペニバンアナルファックと大量潮吹き | 4月1日   | JOKER                                |            |
| 働くオンナの淫語レズバトル ～もしも職場で濃厚接吻、クンニ、双頭ディルド、ペニバンでレズられたら～ | 4月5日   | ジャネス                             |            |
| 密室で禁断の世界へと導く 素人娘がレズビアンと2人っきりでAV鑑賞 | 4月11日  | アイエナジー                         |            |
| ロ●ータ美少女Sクイーン | 4月25日  | CHANGE                               |            |
| ボンデージM男ザーメン狩り | 5月1日   | スタイルアート/妄想族                |            |
| 女子校生レズビアン～接吻～ | 5月1日   | ゑびすさん/妄想族                    | オムニバス |
| 汚臭責め | 5月3日   | OFFICE K'S                           |            |
| 痴女のいるメンズエステ ～顔騎、クンニオナニーでイッた後に手コキサービスするエステティシャン～ | 5月15日  | ジャネス                             |            |
| 前代未聞！！当日オーディション、即参加！！ZUKKON/BAKKON代表女優VS素人男性 夢のユーザー参加型大乱交SP | 6月1日   | ズッコン/バッコン                    |            |
| 狂おしいほどオナニーしたい 2 | 6月1日   | Fetish Box/妄想族                    |            |
| 異常なる義理娘の母親嬲り | 6月3日   | SODクリエイト                        |            |
| レズ友100人出来るかな！？女の子だけの素人レズナンパ！ | 6月10日  | ホットエンターテイメント             |            |
| 戦場の喉奥シャブリスト | 6月21日  | ワープエンタテインメント             |            |
| オジ様のテクニックに酔いしれる‥ お金のない女たち。 | 6月26日  | ながえSTYLE                          |            |
| 昇天淫撃ポルチオ・ウォーズ外伝 女たちの復讐！ ガチ絶頂死闘（イキバトル）琥珀うた 友田彩也香 | 7月1日   | MOTHERS ENTERTAINMENT PICTURES       |            |
| スター誕生ひとりぼっちのバラード | 7月7日   | アタッカーズ                         |            |
| MOODYZファン感謝祭 自宅に押しかけ大乱交4時間SPECIAL | 7月13日  | MOODYZ                               |            |
| 黒人巨大マラ 黒人テラチ○ポ・オン・ザ・ロード 琥珀うた編 | 7月15日  | グローバルメディアエンタテインメント |            |
| 美少女JKのM男遊び 野中あんり 琥珀うた | 8月7日   | CHANGE                               |            |
| マ○コがマ○コに恋する240分 | 8月8日   | 美                                   |            |
| 旦那としばらくご無沙汰で欲求不満若妻は、初めての産婦人科検診の問診だけでパンツにシミができてしまい、膣内触診では超敏感過ぎてマン汁どころかイキ潮までも吹いてしまう爆イキ妻!                                           | 8月8日   | Hunter                               |            |
| ムーディーズファン感謝祭 うらパコパコバスツアー2013 補欠者救済?パコバス砦と荒くれ海賊団!! | 9月1日   | MOODYZ                               |            |
| 童貞限定!人気AV女優アポ無し自宅訪問バスツアー!!いきなり押し掛け!無理矢理ファン感謝祭 | 9月19日  | ATOM                                 |            |
| 夢を叶えるセックス ドスケベ女がやりたい放題！ 2 | 9月25日  | ながえSTYLE                          |            |
| さらわれた若妻・性交奴● ～弄られ、犯●れ、見世物にされる～ 高梨あゆみ 共演:琥珀うた | 10月13日 | オーロラプロジェクト・アネックス     |            |
| 見つめながらのディープスロート | 10月18日 | SEX Agent/妄想族                     | オムニバス |
| ベージュパンストで魅惑の脚コキ | 10月18日 | SEX Agent/妄想族                     | オムニバス |
| 制限時間30分！童貞連続早ヌキ選手権 | 10月24日 | アパッチ                             |            |
| これから温泉旅館に泊まって、蕩けるようなSEXをしてきます。 | 10月25日 | オーロラプロジェクト・アネックス     |            |
| 新・超舌ディープスロート ～ヌカされた学園～ | 11月13日 | アロマ企画                           |            |
| 小便女王 インストラクター | 11月25日 | AVS collector’s                      |            |
| 舐め専痴女 琥珀うた 宮下つばさ | 11月25日 | AVS collector’s                      |            |
| 衝撃！ 指○○乃に超激似 アナル糞たれぶっかけ総選挙！ | 11月25日 | ダスッ！                             |            |
| 美少女M男ハンター | 12月7日  | CHANGE                               |            |
| アナル解禁 | 12月25日 | ダスッ！                             |            |
| 本中3周年記念作品!!美少女中出し島 | 12月25日 | 本中                                 |            |

| 2014年 | 2014年  | 2014年                           | 2014年     |
| タイトル | 発売日  | メーカー                         | 備考       |
| --- | ------- | -------------------------------- | ---------- |
| 夢の近親相姦・家族全員ヤッテます編・女性上位家族の我が家では姉と妹と母が僕を！娘が父を！無防備な挑発でチ○コを勃起させ、優しく挿入させてくれるのです | 1月9日  | SWITCH                           |            |
| ぶっかけ中出しアナルFUCK！ | 1月13日 | MOODYZ                           |            |
| 親友陵● 友田彩也香と琥珀うたの友情崩壊 | 1月16日 | グローリークエスト               |            |
| 淫らに狂うもう一人のワタシ | 2月7日  | オルガ                           |            |
| 夢現唄 | 2月19日 | 乱丸                             |            |
| ドMのセックス・モンスター 内村りなを ド変態女3人が かわるがわる●す。 琥珀うた 小司あん 朝宮涼子                                                     | 2月19日 | レズれ！                         |            |
| ねばねば濃厚接吻レズ学園 | 2月19日 | ゑびすさん/妄想族                |            |
| 素人男性20人が琥珀うたのガチ自宅に押しかけ本物中出し大乱交                                                                                          | 2月25日 | 本中                             |            |
| 二面性のある女4 ～若妻の心を惑わす欲情の鼻先スイッチ。潮吹き快感二穴同時姦通アナル生中出し～                                                        | 2月25日 | セレブの友                       |            |
| こんな4人と旅に行きたい | 3月1日  | ズッコン/バッコン                |            |
| 南の島で男漁り!ヤリたい放題4人組の中出し旅行スペシャル                                                                                              | 3月25日 | 本中                             |            |
| 凌●されて、撮られて…ネットに流されて……私どうしたらいいの……。 一之瀬すず 琥珀うた                                                                    | 3月25日 | オーロラプロジェクト・アネックス |            |
| 真正ドMの貧乳パイパンJKを野外で凌●調教 うたチャン                                                                                                   | 4月1日  | 山と空/妄想族                    |            |
| 精子採取の検査で看護婦が射精をお手伝いしてくれる病院があった！                                                                                      | 4月4日  | OFFICE K'S                       |            |
| 私立花園女子校いじめ学級会シーズン2 先生の変態レズ疑惑！学級裁判編                                                                                  | 4月10日 | ROCKET                           |            |
| 小西まりえと2人の関係 | 4月25日 | レズれ！                         |            |
| Made in Heaven 6人のメイド娘 5時間 | 4月25日 | JUMP                             |            |
| 潜入捜査官残虐2穴イキ地獄 | 5月1日  | CORE                             |            |
| 女子校生監禁 アナルレズビアン 宇佐美なな 篠宮ゆり                                                                                                   | 5月7日  | ビビアン                         |            |
| 桜唄 告白淫乱同性愛 桜井あゆ 琥珀うた | 6月19日 | 乱丸                             |            |
| うらバコバコツアー2014 補欠者救済?つぼみ風雲急の野望!!                                                                                              | 11月1日 | MOODYZ                           | ゲスト出演 |

### アダルトサイト
- 琥珀うた （NEW!!ダイナマイトチャンネル）
- S-Cute 7th No.56 UTA（18歳） （S-Cute）
- S-Cute 7th No.77 UTA（18歳） （S-Cute）
- S-Cute Short No.364 UTA（18歳） （S-Cute）
- ノーカット一本勝負 Vol.2 [UTA]   (コスプレ一本勝負)
- Ane One Style No.34 琥珀うた(X-City)
- Hamar's World 13～見せたい仮面と守りたい素顔～ - 琥珀うた（Heyzo）

### イメージDVD
| タイトル                  | 発売日         | メーカー           |
| ------------------------- | -------------- | ------------------ |
| アンバール kohaku 19歳    | 2010年6月4日   | YSO                |
| 微熱                      | 2011年9月26日  | スパークビジョン   |
| ユリア × うた in コスプレ | 2011年12月7日  | みるきぃぷりん♪    |
| 国民的アイドル            | 2011年12月25日 | 日本コンテンツ流通 |

### 写真集
- 「らぶぱら　琥珀うた」（竹書房、2012年7月24日ISBN: 978-4812449837）

### 楽曲
- Song for me（Milky Pop Generation、MPCD-15002、2012年6月8日配信）[15]、2曲[16]
- SHINING（Milky Pop Generation）2012年7月25日配信　自主製作映画「ガンキャリバー」テーマ曲

## 出演

### オリジナルビデオ
- ミスマッチプロレス VOL.4 高身長スレンダー美女VS低身長ロリ娘（2012年9月28日、バトル）
- 元カノデスマッチ（2013年8月9日、東京ミックス）
- 侵略者～INVADER～ Vol.04 （2014年1月10日、SUPER SONIC SATELLITES）

### 映画
- 性愛婦人 淫夢にまみれて  [17]（2010年）
- 偏執狂に囚われた OL沙紀 妄執愛 [18]（2011年）
- いんび快楽園 感じて [19]（2011年2月25日公開、セメントマッチ・オーピー映画） - ミオ / マチコ 役
- 多淫な人妻 ねっとり蜜月の夜 [20]（2011年9月30日公開、セメントマッチ） - 晴香 役
- ブラック・コネクション[21]（2012年4月21日公開、スターコーポレーション21） - ヤスユキの妹 役
- デッド・プリズン 女囚狩り [22]（2012年）
- 緊縛のススメ [23]（2013年7月6日、DKプロダクション）
- 花鳥籠（2013年11月23日公開、「花鳥籠」製作委員会） - エリカ 役
- 解放区（2019年10月18日公開、SPACE SHOWER FILMS） - 謎の女 役[24]
- 脱衣麻雀プリズン （2014年）[25]
- 悪魔のえじき アイ・スピット・オン・ユア・リメインズ  [26]（2014年）
- 恋愛漫画はややこしい 集まれ！恋する妄想族 [27]（2014年5月10日公開、Kingdom Entertainment）
- Flare  フレア（2014年） - オノハルナ 役[28]

### テレビ
- 美人雀士の脱衣麻雀（2010年4月28日、パラダイステレビ）
- アナタの「おしりの穴」見せてください!〜赤面シ●ウト娘にチンポ挿入!（2010年6月27日、パラダイステレビ）
- 東京女子アナ商会（2010年7月2日 - 、パラダイステレビ）
- ビートたけしのあと5回だけヤラせてTV（2011年12月29日、TBS）*写真のみ
- おとなのびっくりは～いすくーる（2012年2月、日本海テレビ）*マンスリーゲスト
- イメ☆パラ #7-8（MONDO TV）[29]
- プロジェクト2030　“将来への不安” 若い女性 動かすものは （2012年10月11日、NHK）[30]
- ビートたけしのあと6回だけヤラせてTV（2012年12月28日、TBS）
- 東京ダイナマイトの素晴らしいTV（2013年9月2日、9日、テレビ埼玉）- 美月、眞木あずさらとゲスト
- 魚拓と成瀬のツキとスッポンぽん #221,#222（2018年11月25日,12月2日、パチ・スロ サイトセブンTV）

### 配信
- トイズハートプレゼンツBUBKA「きのう誰食べた」[31]（2011年11月12日ゲスト出演、ニコニコ生放送）
- トイズハートプレゼンツ「とりあえずナマで！」（2019年2月9日、YouTube トイズハートチャンネル）＊第10回ゲスト[32]
- ヒロミ・指原の“恋のお世話始めました”（2022年8月18日、2023年3月2日[33]、ABEMA）[34]

### 雑誌
- ユカイライフ10月号（旧キラjob10月号・女性向け高収入求人情報フリーマガジン） 表紙・グラビア 2011年10月6日発行
- ユカイライフ4月号（女性向け高収入求人情報フリーマガジン） 表紙・グラビア 2012年4月5日発行
- ユカイライフ6月号（女性向け高収入求人情報フリーマガジン） 表紙 2012年6月7日発行
- ユカイライフ9月号（女性向け高収入求人情報フリーマガジン） 表紙・グラビア 2012年9月6日発行
- ユカイライフ11月号（女性向け高収入求人情報フリーマガジン） 表紙 2012年11月1日発行